# Affery
Affery är en ort i Elfenbenskusten. Den ligger i distriktet Lagunes i den sydöstra delen av landet, 160 km öster om huvudstaden Yamoussoukro. Folkmängden uppgår till lite mer än 20 000 invånare.